# Topolino e il cervello in fuga
Topolino e il cervello in fuga (Mickey Mouse in: Runaway Brain) è un film d'animazione del 1995 diretto da Chris Bailey. 
Adattamento libero del romanzo Frankenstein o il moderno Prometeo, è un cortometraggio animato della serie Mickey Mouse, prodotto dalla Walt Disney Pictures e uscito negli Stati Uniti l'11 agosto 1995, distribuito dalla Buena Vista Pictures. Ha come protagonisti Topolino e Minni. Nel cortometraggio, Topolino è disperato perché deve guadagnare i soldi per un regalo di anniversario per Minni. Si candida come assistente di laboratorio per il dottor Frankenollie, ma scopre che questi è alla ricerca di un donatore per scambiare i cervelli con il mostro che ha creato. Animato da alcuni nomi di punta dello studio, tra cui Andreas Deja (che si occupò del personaggio di Topolino), venne distribuito nel 1995 collegato a due film Disney, Un ragazzo alla corte di re Artù e la versione internazionale di In viaggio con Pippo.
Il corto fu distribuito in home video in Italia nell'aprile del 1997 in formato VHS, inserito nel film di montaggio direct-to-video I capolavori di Topolino, senza i titoli di testa e di coda. Fu successivamente distribuito in DVD nella raccolta Walt Disney Treasures - Topolino star a colori, stavolta in versione integrale.

## Trama
Mentre Topolino sta giocando a un videogioco, la sua fidanzata Minni entra in casa per fargli visita. Questa però rimane sconvolta nello scoprire che egli ha dimenticato l'anniversario del loro primo appuntamento. Per rimediare all’inconveniente, a Topolino viene così l'idea dell'ultimo minuto di portarla in un campo da minigolf per il loro anniversario e così le mostra un giornale di annunci, ma lei invece nota un annuncio per un viaggio alle Hawaii, che costerebbe 999,99 dollari, e lo scambia per il regalo del fidanzato. Topolino si affligge su come può fare abbastanza soldi per il viaggio: Pluto gli mostra un annuncio per lavorare con uno scienziato di nome Dr. Frankenollie per una giornata di "lavoro di tutto riposo" che avrebbe pagato 999,99 dollari. Una volta raggiunta la casa dello scimmiesco Dr. Frankenollie, Topolino cade giù da una botola nel suo laboratorio, dove il medico ha intenzione di scambiare il cervello del topo con quello del mostro Julius (una sorta di mostro di Frankenstein modellato su Gambadilegno). L'esperimento provoca un'esplosione che uccide Frankenollie, ma il trasferimento di cervelli è un successo, perché la mente di Topolino finisce nel corpo del gigante Julius, e, viceversa, quest'ultimo prende il controllo del corpo di Topolino.
Lo stupido e folle Julius trova il portafoglio di Topolino e nota una foto di Minni, dalla quale viene subito colpito. Il mostro fugge dal laboratorio e trova Minni mentre fa shopping per i costumi da bagno. Topolino arriva nel corpo di Julius per salvare Minni, ma lei scambia Topolino per un mostro e chiama aiuto finché il protagonista non la convince. Julius continua a inseguire Minni, portando ad una battaglia tra lui e Topolino durante la quale i due atterrano su una linea telefonica e vengono fulminati, il che fa sì che le loro menti tornino nei loro corpi originali. Topolino riesce a legare Julius con una corda in cima a un edificio alto e a salvare Minni. Alla fine del corto, si vedono i due viaggiare insieme su un gommone diretti verso le Hawaii: esso è trainato da Julius che nuota dietro alla foto di Minni nel portafoglio di Topolino, che è collegato a una canna da pesca.

## Produzione
Dopo il 60º anniversario di Topolino nel 1988, Topolino fu protagonista del mediometraggio Il principe e il povero, diretto da George Scribner e distribuito nelle sale con Bianca e Bernie nella terra dei canguri nel 1990. Tuttavia quest'ultimo non ebbe il successo sperato al botteghino, per cui si pensò ad un nuovo progetto che desse nuova linfa al personaggio. 
Il regista e animatore Chris Bailey, in un primo momento vide l'approvazione del presidente dello studio Jeffrey Katzenberg e dei dirigenti della Disney Animation Thomas Schumacher e Peter Schneider riguardo alla rielaborazione di un'idea che aveva per un cortometraggio di Roger Rabbit, Tourist Trap, che vedeva Topolino andare in vacanza in California insieme a Paperino il quale avrebbe cercato in tutti i modi di ucciderlo (concept che in parte può tuttora essere visto nel film In viaggio con Pippo durante la sequenza della canzone Vivere con allegria).
Tuttavia dopo una proiezione di storyboard fallita, Bailey ricevette il permesso da Roy E. Disney di sviluppare un'altra idea per il cortometraggio, che sarebbe stata poi quella definitiva.

## Distribuzione
Il film venne presentato fuori concorso al Festival di Cannes 1996. Venne distribuito per la prima volta negli Stati Uniti d'America l'11 agosto 1995 allegato a Un ragazzo alla corte di re Artù, e poi nelle versioni internazionali di In viaggio con Pippo. Il cortometraggio avrebbe dovuto essere redistribuito con La carica dei 101 - Questa volta la magia è vera, che era stato inviato ai cinema con il corto allegato nel 1996, ma la Disney chiese ai proprietari dei cinema di tagliare il cortometraggio da tutte le stampe e di sostituirlo con trailer per i prossimi film Disney, tra cui Hercules e George re della giungla...?. Nel luglio 1997, la Disney decise di allegarlo a George re della giungla...?. Venne anche distribuito nelle sale cinematografiche del Regno Unito con Lilo & Stitch nel 2002.
Il corto è stato candidato all'Oscar al miglior cortometraggio d'animazione, ma perse a favore del cortometraggio Una tosatura perfetta di Wallace e Gromit.

### Data di uscita
Le date di uscita internazionali sono state:
- 7 aprile 1995 negli USA
- 16 marzo 1996 in Giappone
- 6 giugno in Italia e Spagna
- 3 luglio in Francia
- 15 agosto in Germania

### Edizione italiana
Il doppiaggio italiano del corto venne effettuato dalla Royfilm. Il corto rappresenta, insieme alle apparizioni in In viaggio con Pippo, l'ultima interpretazione di Gaetano Varcasia nel ruolo di Topolino, da lui doppiato fin dal 1988. In seguito è stato sostituito stabilmente da Alessandro Quarta, che comincerà a doppiare il personaggio dallo stesso anno in alcuni corti inclusi nelle VHS.

## Altri media
- Il cartone animato appare nel videogioco Disney's Magical Mirror Starring Mickey Mouse.
- Julius appare come boss segreto opzionale della Città di Mezzo in Kingdom Hearts 3D: Dream Drop Distance.